# Yuki no Hana
Yuki No Hana (雪の華, nghĩa là "bông tuyết") là một bài hát được thu âm bởi ca sĩ Nhật Bản Nakashima Mika. Ca khúc được phát hành vào ngày 1 tháng 10 năm 2003.
Bài hát ghi lại những khoảnh khắc hạnh phúc của những cặp tình nhân trong mùa đông. Ca khúc nhận được nhiều lời tán dương của những nhà phê bình âm nhạc về giọng ca của nữ ca sĩ Nakashima Mika cũng như giai điệu của của bài hát. Bài hát đã chiến thắng hai hạng mục "Excellent Work Award" và "Best Lyricist Award" ở giải thưởng Japan Record Awards lần thứ 45, diễn ra vào năm 2003, và được đề cử cho giải thưởng cao quý nhất, Grand Prix. Ca khúc đã đạt được một số thành công về mặt thương mại sau khi phát hành bao gồm việc đạt vị trí thứ ba trên bảng xếp hạng đĩa đơn Oricon hàng tuần và nhận nhiều chứng nhận khác nhau, trong đó có hai lần tính theo triệu bản. Ca khúc đã trở thành đĩa đơn được bán chạy thứ ba trong suốt sự nghiệp của Nakajima.
"Yuki no Hana" sau đó đã được nhiều ca sĩ trên khắp thế giới cover lại như nhóm Boyz II Men, nam ca sĩ Park Hyo-shin, nữ diễn viên và ca sĩ Han Xue hay thành viên Jisoo của nhóm nhạc nữ Hàn Quốc, Blackpink. Ở Việt Nam, bài hát được cover bởi một vài ca sĩ như Minh Vương M4U và Đông Nhi. Vào năm 2016, bài hát cũng đã được chọn làm ca khúc kết thúc tập 8 của anime truyền hình ReLIFE.

## Bối cảnh
Bản thu âm mẫu của Yuki no Hana đã được chuyển cho nữ ca sĩ Nakashima Mika trước hai năm ngày ca khúc được chính thức phát hành. Khi Nakashima Mika và những nhà sản xuất khác nghe ca khúc lần đầu tiên, mọi người đều đồng ý rằng đây là một ca khúc xuất sắc tuy nhiên vào thời điểm đó, họ đều cho rằng bây giờ không phải là thời gian hợp lý đề phát hành ca khúc và họ đã thống nhất chờ đến một thời điểm thích hợp để phát hành. Sau đó hai năm, ca khúc đã được sử dụng trong album Love của Nakashima Mika.
"Yuki no Hana" là một ca khúc ballad chậm với tổng độ dài 5 phút 41 giây. Bài hát được viết trên cung thứ Sol thăng thứ với số chỉ nhịp là 4/4, 72 nhịp mỗi phút. Ca khúc được sáng tác bởi Ryoki Matsumoto và Satomi. Ca khúc lấy mùa đông của đôi tình nhân làm chủ đề, ngân nga những khoảnh khắc của đôi tình nhân trong mùa đông buốt giá.

## Giải thưởng và đề cử
| Năm  | Giải thưởng         | Hạng mục                          | Kết quả   | Tk.    |
| ---- | ------------------- | --------------------------------- | --------- | ------ |
| 2003 | Japan Record Awards | Excellent Work Award (Gold Award) | Đoạt giải | [ 13 ] |
| 2003 | Japan Record Awards | Best Lyricist Award               | Đoạt giải | [ 13 ] |
| 2003 | Japan Record Awards | Grand Prix                        | Đề cử     | [ 13 ] |
| 2003 | Japan Cable Awards  | Excellence Award (Pop)            | Đoạt giải | [ 14 ] |

## Danh sách ca khúc
CD đơn
1. "Yuki no Hana" (雪の華; Snow Flower) – 5:41
2. "Yuki no Hana" (Acoustic) – 3:37
3. "Yuki no Hana" (Bản Mix của Reggae Disco Rockers Flower) – 6:03
4. "Yuki no Hana" (Instrumental) – 5:38
5. "Yuki no Hana" (Bản tiếng Anh) – 5:40

## Bảng xếp hạng
| Bảng xếp hạng (2003, 2012)       | Vị trí cao nhất |
| -------------------------------- | --------------- |
| Japanese Daily Singles (Oricon)  | 1               |
| Japanese Weekly Singles (Oricon) | 3               |
| Japan (Japan Hot 100)            | 77              |

| Bảng xếp hạng (2003)         | Vị trí |
| ---------------------------- | ------ |
| Japan Singles Chart (Oricon) | 53     |